# Conon (Beuvron)
Der Conon ist ein Fluss in Frankreich, der im Département Loir-et-Cher in der Region Centre-Val de Loire verläuft. Er entspringt im Gemeindegebiet von Mur-de-Sologne, entwässert generell Richtung Nordwest durch die seenreiche Naturlandschaft Sologne und mündet nach rund 23 Kilometern im Gemeindegebiet von Cellettes als linker Nebenfluss in den Beuvron.

## Orte am Fluss
(Reihenfolge in Fließrichtung)
- La Houssaye, Gemeinde Mur-de-Sologne
- Le Gué, Gemeinde Cheverny
- Cour-Cheverny

## Sehenswürdigkeiten
Entlang des Flusses befindet sich eine Vielzahl von Schlössern. Besonders hervorzuheben sind:
- Château de la Morinière, Schloss aus dem 16. Jahrhundert, im Gemeindegebiet von Mur-de-Sologne – Monument historique[4]
- Château de Conon, Schloss aus dem 15. Jahrhundert, im Gemeindegebiet von Celettes – Monument historique[5]